# Justicia kouytcheensis
Justicia kouytcheensis är en akantusväxtart som först beskrevs av Hector Léveillé och som fick sitt nu gällande namn av E. Hossain.
Justicia kouytcheensis ingår i släktet Justicia och familjen akantusväxter. Inga underarter finns listade i Catalogue of Life.